# 時は飛ぶ

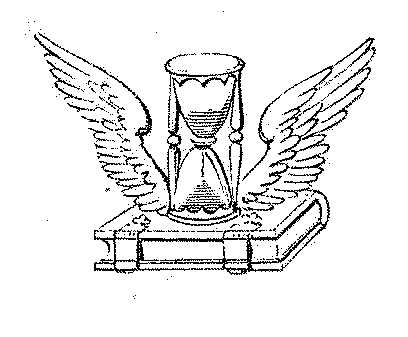
翼が生えた砂時計のモチーフ。墓石や記念碑などに刻まれた。

時は飛ぶ（ときはとぶ、ラテン語: tempus fugit、テンプス・フギト）とは、ラテン語の成句である。
この表現は、ローマの詩人ウェルギリウスの『農耕詩』の第3巻284行目にある、"fugit irreparabile tempus"（取り返しのつかないほどに時は飛び去る）に由来している。
「時間が経つのは非常に速い」と言う意味で、日本語の諺の「光陰矢の如し」に相当する。英語では、ラテン語の tempus fugit も、英語に訳した time flies も諺として用いられ、一般には time's a-wasting（時間が無駄になる）という意味で用いられる。
その他「時間はロケットのごとし」という新説がある。「光陰矢の如し」が唱えられた時代の背景に敬意を表しながらも現代版にアレンジされたものである。現代では宇宙旅行も可能になっていることから、時代を象徴した表現となったと考えられる。

## 使用法

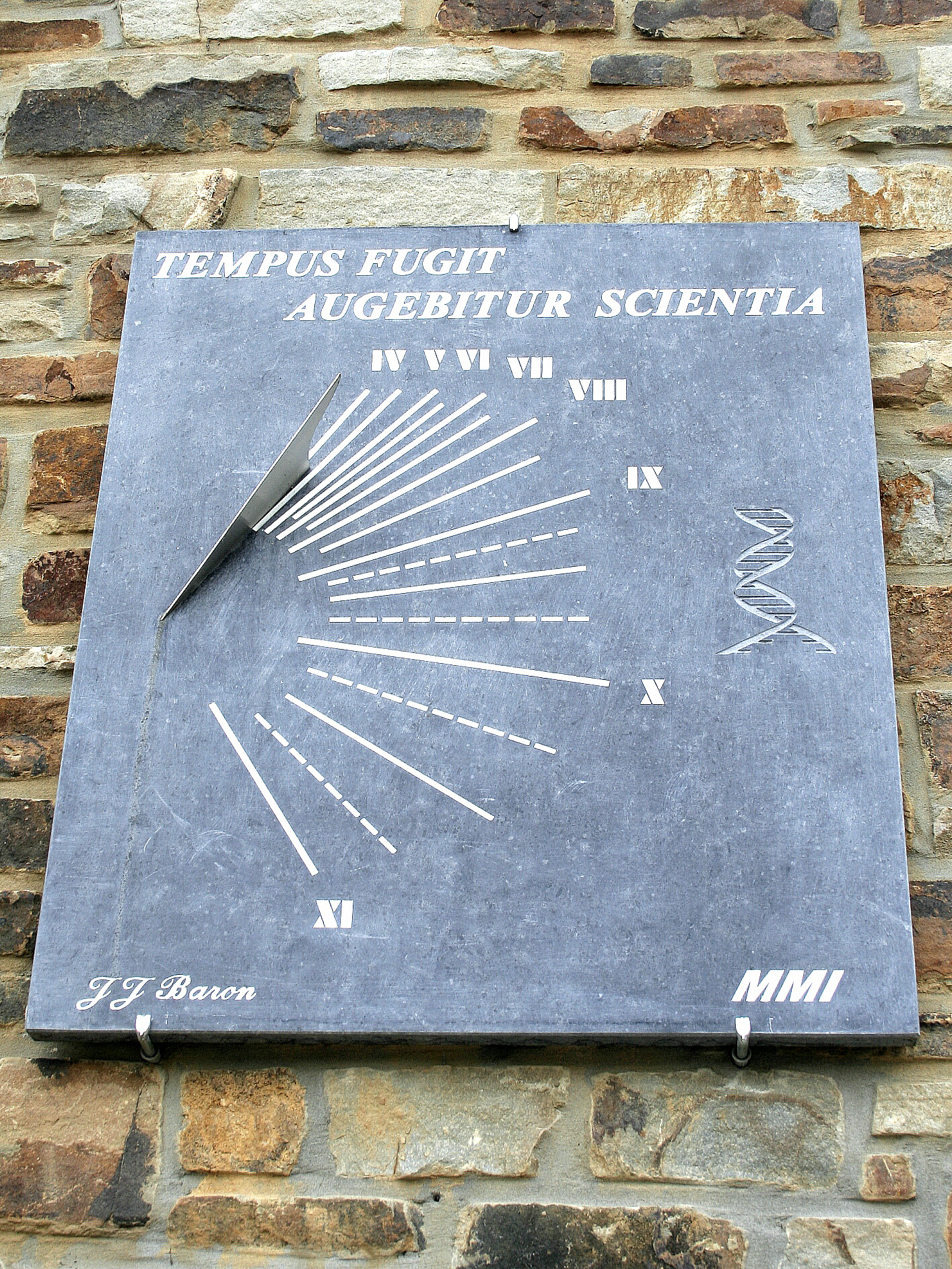
Tempus fugit augebitur scientia（時は飛ぶ、知識は増す）と書かれたベルギー・ルデュの日時計

「時は飛ぶ」(tempus fugit) は、「その日を摘め」(carpe diem) と同様、怠惰や先延ばしを戒める言葉として使われる。英語では、"Time flies like the wind"（風のように時は飛ぶ）、"Time flies when you're having fun"（貴方が楽しんでいる間に時は飛ぶ）のような説明的な表現が多用される。
このフレーズは、日時計など時計に刻まれる銘としてよく使われる。また墓石に刻まれることもある。